# Списак томова серије Ја сам херој
Мангу Ја сам херој написао је и илустровао Кенго Ханазава. Oбјављивала се од 2009. до 2017. године у Шогакукановој ревији Big Comic Spirits, са поглављима сакупљеним у 22 танкобона. У Србији, издавачка кућа Лагуна је превела мангу на српски језик 2025. године.

## Списак томова
| - Поглавља 1−11 |

| - Поглавља 12−22 |

| - Поглавља 23−34 |

| - Поглавља 35−46 |

| - Поглавља 47−57 |

| - Поглавља 58−68 |

| - Поглавља 69−81 |

| - Поглавља 82−93 |

| - Поглавља 94−105 |

| - Поглавља 106−117 |

| - Поглавља 118−130 |

| - Поглавља 131−143 |

| - Поглавља 144−155 |

| - Поглавља 156−167 |

| - Поглавља 168−179 |

| - Поглавља 180−191 |

| - Поглавља 192−204 |

| - Поглавља 205−216 |

| - Поглавља 217−228 |

| - Поглавља 229−238 |

| - Поглавља 239−248 |

| - Поглавља 249−265 |